# Cristóbal Rodríguez Juárez
Cristóbal Rodríguez Juárez (também Cristóbal Rodríguez Suárez) (1547 – 4 de novembro de 1613) foi um prelado católico romano que serviu como segundo arcebispo (título pessoal) de Arequipa (1612–1613) e arcebispo de Santo Domingo (1608–1612).

## Biografia
Cristóbal Rodríguez Juárez nasceu em Salamanca, em Espanha, e foi ordenado sacerdote na Ordem dos Pregadores. No dia 2 de junho de 1608, foi nomeado pelo Rei da Espanha e confirmado pelo Papa Paulo V como Arcebispo de Santo Domingo. No dia 16 de janeiro de 1612, foi nomeado pelo Papa Paulo V como Arcebispo (Título Pessoal) de Arequipa, onde serviu até à sua morte a 4 de novembro de 1613.